# Vahid Halilhodžić
Vahid Halilhodžić (n. 15 mai 1952, Jablanica⁠(d), Federația Bosniei și Herțegovinei, Bosnia și Herțegovina) este un fost fotbalist bosniac.
În cariera sa, Halilhodžić a evoluat la NK Neretva, FK Velež Mostar, FC Nantes și Paris Saint-Germain FC. Între 1976 și 1985, Halilhodžić a jucat 15 meciuri și a marcat 8 goluri pentru echipa națională a Iugoslaviei. Halilhodžić a jucat pentru naționala Iugoslaviei la Campionatul Mondial din 1982.

## Statistici
| Iugoslavia | Iugoslavia | Iugoslavia |
| An         | Meciuri    | Goluri     |
| ---------- | ---------- | ---------- |
| 1976       | 2          | 0          |
| 1977       | 1          | 0          |
| 1978       | 3          | 4          |
| 1979       | 0          | 0          |
| 1980       | 1          | 0          |
| 1981       | 5          | 4          |
| 1982       | 2          | 0          |
| 1983       | 0          | 0          |
| 1984       | 0          | 0          |
| 1985       | 1          | 0          |
| Total      | 15         | 8          |